# Lazy (Orlová)
Lazy (deutsch Lazy, polnisch Łazy) ist der südlichste Ortsteil der Stadt Orlová im Okres Karviná in Tschechien.

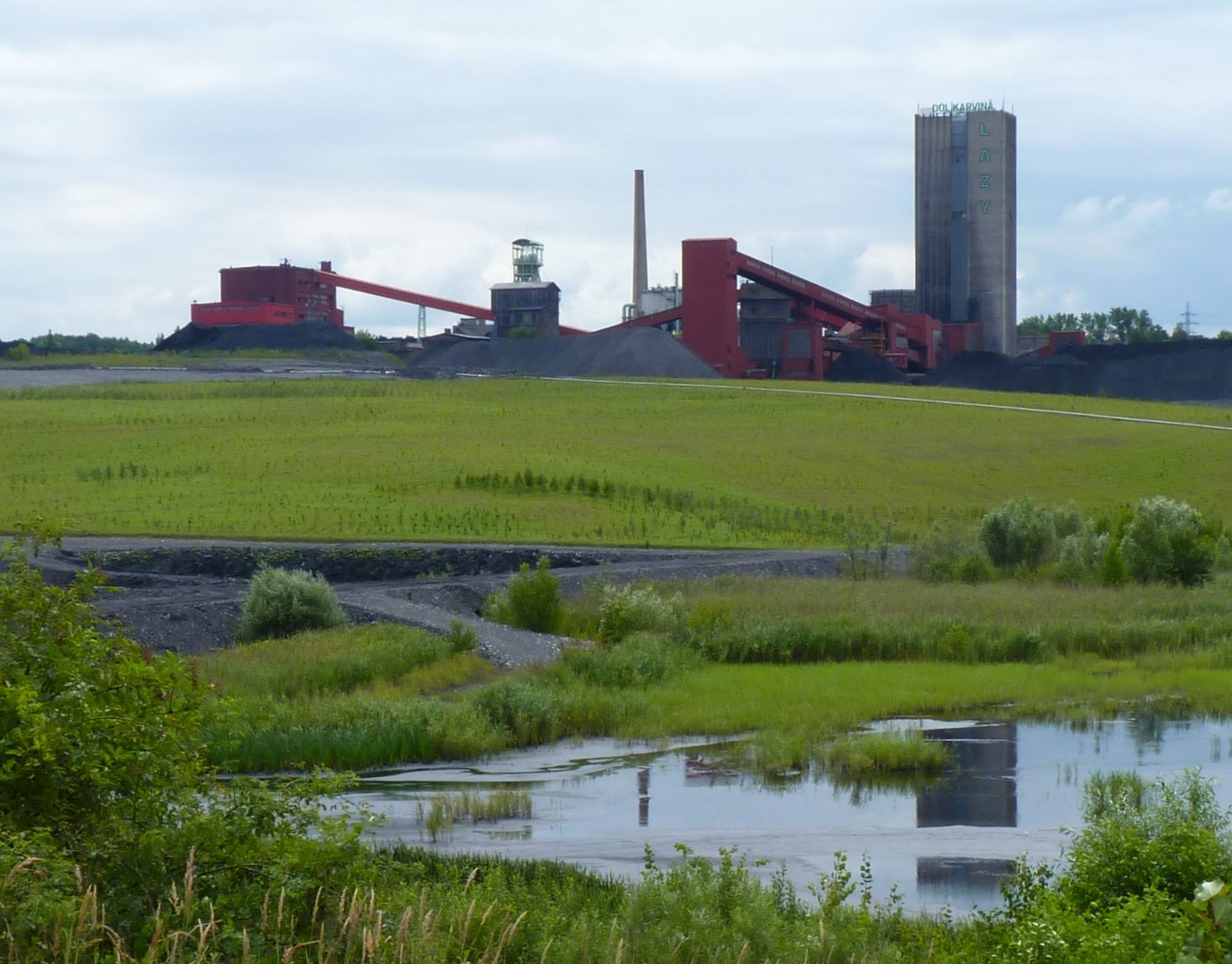
Zeche Lazy

## Geschichte
Das Dorf wurde am wahrscheinlichsten von Benediktinern gegründet, die sich 1268 in Orlau ansiedelten und wurde im Liber fundationis episcopatus Vratislaviensis (Zehntregister des Bistums Breslau) als Lazy villa Paczconis erstmals erwähnt. Der in Polen weit verbreitete Ortsname (früher auch Łaźce, mit der pluralen Form des Suffixes -ec: Lazcze, 1447, 1450) bezeichnet eine Ausdünnung/Lichtung des Waldes durch Brandrodung, das Besitztum vom Ritter Paczko wurde hinzugefügt, um es von Łazy bei Skotschau zu unterscheiden.
Seit 1327 bestand das Herzogtum Teschen als Lehensherrschaft des Königreichs Böhmen, seit 1526 gehörte es zur Habsburgermonarchie. Im Jahre 1573 entstand die Freie Standesherrschaft von Freistadt, der das Dorf unterstand, aber wurde 1615 mit Orlau von der Familie Bludowski abgekauft.
In der Beschreibung des Teschener Schlesiens von Reginald Kneifl im Jahr 1804 (meistens Stand aus dem Jahr 1799) war Lazy, ein zum Gute Orla gehöriges und dahin eingepfarrtes Dorf, im Teschner Kreis, die Einwohner waren schlesisch-polnischer Mundart, aber ihre Zahl wurde zu Orlau gezählt.
Nach dem Breslauer bischöflichen Schematismus 1847 gab es 704 Dorfbewohner (371 Römisch-Katholiken, 333 Lutheraner) polnischer Sprache. Nach der Aufhebung der Patrimonialherrschaften bildete Lazy ab 1850 eine Gemeinde in Österreichisch-Schlesien, Bezirk Teschen und ab 1868 im Bezirk Freistadt. Derweil nahm die ethnographische Gruppe der schlesischen Lachen (Untergruppe der Schlesier) deutliche Gestalt an, wohnhaft in Lazy, traditionell Teschener Mundarten sprechend. Lazy lag jedoch in der Nähe der sprachlichen Grenze zu der mährischen Lachischen Sprache und im Grenzbereich der Wechselwirkungen der tschechischen und polnischen Nationalbewegungen. Die Pfarrer in Orlau, die nach dem Jahr 1718 immer aus dem böhmischen Broumov designiert wurden, förderten oft tschechisches Nationalbewusstsein unter den örtlichen „Wasserpolaken“. Nach der Eröffnung der Montan-Bahn (1870) und der Kaschau-Oderberger Bahn (1871), sowie dem Gründerkrach aus den 1870er Jahren kam dazu in die Gegend eine große Welle von Einwanderern aus Westgalizien, in geringeren Maße aus Mähren. In den österreichischen Volkszählungen in den Jahren 1880 bis 1910 deklarierten viele national unentschiedene Bewohner ihre Umgangssprache abwechselnd jedes Jahrzehnt als Polnisch oder Böhmisch (=Tschechisch).
Die moderne Geschichte des Orts wurde von der örtlichen Zeche geprägt, deren Bau unter dem Namen Neuschacht (Abteilung des späteren Steinkohlenbergbau Orlau-Lazy) im Jahr 1890 begann. Lazy wuchs immer stärker mit Orlau zusammen.
1918, nach dem Zusammenbruch der k.u.k. Monarchie, wurde das Gebiet von Teschen strittig. Am 5. November teilte der Vergleich zwischen polnischen und tschechischen Nationalräten das Gebiet meistens entlang der ethnischen Trennlinien, aber in der Wirklichkeit gemäß der nationalen Verhältnisse in den Gemeindeverwaltungen. Deswegen fiel Lazy schon damals in den tschechischen Einflussbereich trotz der Mehrheit polnischsprachiger bzw. polnischer Herkunft.
1938 wurde es als Łazy an Polen angeschlossen und Jan Szuścik, Lehrer in der örtlichen polnischen Volksschule vor 1918, wurde zum Bürgermeister. Im Jahr darauf nach der Besetzung Polens kam es zum Deutschen Reich (Landkreis Teschen).
1946 wurde Lazy nach Orlová eingemeindet. In den 1960er Jahren begann der Bau des neuen sozialistischen Orlová im Stadtteil Lutyně. Das alte Orlová (Stadtteil Město) und besonders Lazy, das unter schweren Bergschäden litt, entvölkerte sich schrittweise und wurde zu einer Peripherie der Stadt, obwohl die Steinkohleförderung wird bis heute in der Zeche Lazy fortgesetzt. 

### Einwohnerentwicklung
| Jahr      | 1869 | 1880 | 1890 | 1900 | 1910 | 1921 | 1930 | 1950 | 1961 | 1970 | 1980 | 1991 | 2001 |
| --------- | ---- | ---- | ---- | ---- | ---- | ---- | ---- | ---- | ---- | ---- | ---- | ---- | ---- |
| Einwohner | 1072 | 1516 | 2171 | 5782 | 7896 | 8071 | 7869 | 6938 | 4966 | 2460 | 1074 | 453  | 317  |

1. ↑  Darunter: 577 (38,6 %) polnischsprachig, 893 (59,7 %) tschechischsprachig, 21 (1,4) deutschsprachig;
2. ↑  Darunter: 1507 (70,3 %) polnischsprachig, 622 (29 %) tschechischsprachig, 15 (0,7 %) deutschsprachig;
3. ↑  Darunter: 4660 (81,7 %) polnischsprachig, 921 (16,1 %) tschechischsprachig, 123 (2,2 %) 14 (0,8 %) deutschsprachig;
4. ↑  Darunter: 3804 (48,7 %) polnischsprachig, 3829 (49 %) tschechischsprachig, 181 (2,3 %) deutschsprachig; 5717 (72,4 %) römisch-katholisch, 2049 (26 %) evangelisch, 115 (1,5 %) israelitisch;

## Persönlichkeiten
- Josef Kempný (1920–1996), tschechoslowakischer Politiker der Kommunistischen Partei KSČ, Bürgermeister von Ostrava, Sekretär des Zentralkomitee der KSČ, Ministerpräsident der Tschechischen Sozialistischen Republik sowie stellvertretender Ministerpräsident der Tschechoslowakei, Vorsitzender des Tschechischen Nationalrates;

Aus Lazy stammten auch zwei polnischen Schriftsteller: Karol Piegza (1899–1988) und Gustaw Przeczek (1913–1974);